# Sacra Famiglia sotto la quercia
La Sacra Famiglia sotto la quercia (o Madonna della Quercia) è un dipinto a olio su tavola (144x110 cm) di Raffaello Sanzio e aiuti, databile al 1518 circa e conservato nel Museo del Prado di Madrid.

## Storia
La datazione si basa su caratteri stilistici. Ne restano numerose copie che testimoniano il successo dell'opera: a Pesaro, Firenze, Bologna, San Pietroburgo, Hampton Court, l'Aia, ecc. La copia fiorentina, alla Galleria Palatina, è detta Madonna della Lucertola per l'aggiunta del piccolo animale sul frammento di colonna in primo piano a destra.

## Descrizione e stile
Accovacciato sopra una rovina classica, san Giuseppe guarda con espressione assorta la Madonna col Bambino in grembo, il quale sta giocando con san Giovannino. Questi srotola il cartiglio con la scritta Ecce Agnus Dei e Gesù sembra comprenderla, indicandola alla madre con un sorriso, come segno di accettazione del suo destino, la quale reclina il capo verso di lui con il braccio sinistro appollaiato sopra il rudere su cui si staglia un bassorilievo raffigurante Diana. Giovanni, col tipico attributo della pelliccia da eremita, poggia un piede sulla culla di giunchi colma di cuscini e morbide lenzuola, dai vivi effetti materici. Le figure sono disposte così in diagonale, piuttosto che nella tradizionale forma a piramide.
Il tutto avviene in un paesaggio all'ombra di una quercia, che dà il nome al dipinto, sullo sfondo di una vallata che ricorda quella del Tevere, con una rovina su un colle che richiama la basilica di Massenzio o le Terme di Caracalla.
Con un'orchestrazione cromatica straordinaria, la composizione è riferita a Raffaello, mentre la stesura, non eccelsa nelle figure e incedente su una certa ridondanza di particolari decorativi, è assegnata solitamente a Giulio Romano, mostrando notevoli affinità con opere come La Perla nello stesso museo.